# Премія корейської драми
Премія корейської драми (кор. 코리아 드라마 어워즈, англ. Korea Drama Awards) — південнокорейська премія, яку присуджують за видатні досягнення в телевізійній сфері Південної Кореї. Премія була заснована у 2007 році і відтоді щорічно її вручають у жовтні як частину «Фестивалю корейської драми» (кор. 코리아 드라마 페스티벌, англ. Korea Drama Festival), що відбувається у Чінджу, Південна Кьонсан. Номінантів вибирають з великих телеканалів (KBS, SBS, MBC) та кабельних телеканалів, що виходили в телеефір з жовтня попереднього року до вересня наступного року.
Кілька церемоній премії було скасовано через епідемії вірусів: у 2009 році через пандемію «свинячого» грипу, у 2020 і 2021 через пандемію COVID-19.

## Категорії
- Великий приз
- Драма року
- Найкращий телевізійний режисер
- Найкращий сценарій
- Нагорода за високу майстерність (актор / акторка)
- Нагорода за майстерність (актор / акторка)
- Найкращий актор другого плану
- Найкраща акторка другого плану
- Найкращий новий актор
- Найкраща нова акторка
- Найкращий юний актор
- Найкраща юна акторка
- Найкращий OST
- Особлива нагорода від журі
- Нагорода за досягнення

## Великий приз (Тесан)
| №  | Рік  | Переможець   | Робота                                         | Примітки            |
| -- | ---- | ------------ | ---------------------------------------------- | ------------------- |
| 1  | 2007 | Кім Хі Е     | «Жінка мого чоловіка»                          | [ 5 ] [ 6 ]         |
| 1  | 2007 | Ю Тон Ґин    | «Йон Кесомун»                                  | [ 5 ] [ 6 ]         |
| 2  | 2008 | Кім Мьон Мін | «Вірус Бетховена»                              | [ 7 ] [ 8 ]         |
| 3  | 2010 | —            | —                                              | [ 9 ] [ 10 ] [ 11 ] |
| 4  | 2011 | —            | «Таємний сад»                                  | [ 12 ] [ 13 ]       |
| 5  | 2012 | Кім Нам Джу  | «Мій чоловік має сім'ю»                        | [ 14 ] [ 15 ]       |
| 6  | 2013 | Лі Бо Йон    | «Я можу почути твій голос», «Моя донька Сойон» | [ 16 ] [ 17 ]       |
| 7  | 2014 | Кім Су Хьон  | «Моє кохання із зірки»                         | [ 18 ] [ 19 ]       |
| 8  | 2015 | Кім Су Хьон  | «Продюсери»                                    | [ 20 ] [ 21 ]       |
| 9  | 2016 | Кім Со Йон   | «Щасливий дім»                                 | [ 22 ] [ 23 ]       |
| 10 | 2017 | Кім Сан Джун | «Повстанець»                                   | [ 24 ] [ 25 ]       |
| 11 | 2018 | Ю Тон Ґин    | «Одружитися зараз»                             | [ 26 ] [ 27 ]       |
| 12 | 2019 | Чхве Су Джон | «Мій єдиний»                                   | [ 28 ] [ 29 ]       |
| 13 | 2022 | Ха Чон У     | «Наркосвяті»                                   | [ 30 ] [ 31 ]       |
| 14 | 2023 | Лі Сон Мін   | «Примарний детектив 2»                         | [ 32 ]              |
| 15 | 2024 | Лі Хані      | «Лицарська квітка»                             | [ 33 ] [ 34 ]       |

## Найкраща драма
| Рік  | Переможець                  |
| ---- | --------------------------- |
| 2007 | «Джумонг»                   |
| 2008 | «Мама смертельно сердита»   |
| 2010 | «Мисливці на рабів»         |
| 2012 | «Мій чоловік має сім'ю»     |
| 2013 | «Моя донька Сойон»          |
| 2014 | «Моє кохання із зірки»      |
| 2015 | «Місен: Неповноцінне життя» |
| 2016 | «Нащадки сонця»             |
| 2017 | «Імператор: Володар маски»  |
| 2017 | «Гоблін»                    |
| 2018 | «Одружитися зараз»          |
| 2019 | «Замок SKY»                 |
| 2022 | «Надзвичайна юристка У»     |
| 2023 | «Слава»                     |
| 2024 | «Королева сліз»             |

## Найкращий телевізійний режисер
| Рік  | Переможець                                  | Робота                       |
| ---- | ------------------------------------------- | ---------------------------- |
| 2007 | Кім Пьон Ук                                 | «Сильний удар»               |
| 2010 | Кім Кю Тхе (у категорії мінісеріал)         | «Айріс»                      |
| 2010 | Лі Чон Соп (у категорії довготривала драма) | «Хліб, кохання і мрії»       |
| 2011 | Кім Вон Сок                                 | «Колотнеча в Сон Кюн Кван»   |
| 2012 | Чан Тхе Ю                                   | «Дерево з глибоким корінням» |
| 2013 | Чо Су Вон                                   | «Я можу почути твій голос»   |
| 2014 | Сін Вон Хо                                  | «Відповідь у 1994»           |
| 2015 | Со Су Мін, Пхьо Мін Су                      | «Продюсери»                  |
| 2016 | Кім Чін Мін                                 | «Шлюбний договір»            |
| 2017 | Лі Чан Су                                   | «Шеф Кім»                    |
| 2022 | Пак Чун Хва                                 | «Алхімія душ»                |

## Найкращий сценарій
| Рік  | Переможець                                   | Робота                     |
| ---- | -------------------------------------------- | -------------------------- |
| 2010 | Чхон Сон Іль (у категорії мінісеріал)        | «Мисливці на рабів»        |
| 2010 | Кан Ин Ґьон (у категорії довготривала драма) | «Хліб, кохання і мрії»     |
| 2011 | Кім Ин Сук                                   | «Таємний сад»              |
| 2012 | Пак Чі Ин                                    | «Мій чоловік має сім'ю»    |
| 2013 | Пак Че Бом                                   | «Добрий лікар»             |
| 2014 | Чо Хьон Мін                                  | «Чжон До-Чон»              |
| 2015 | Чан Хьок Рін                                 | «Йон Пхаль»                |
| 2016 | Но Хі Ґьон                                   | «Дорогі мої друзі»         |
| 2017 | Пак Хє Джін                                  | «Імператор: Володар маски» |
| 2018 | Пак Пхіль Джу                                | «Одружитися зараз»         |
| 2019 | Чо Чон Сон                                   | «Мати моя»                 |

## Нагорода за високу майстерність (актори)
| Рік  | Переможець   | Робота                          |
| ---- | ------------ | ------------------------------- |
| 2007 | Кім Сан Джун | «Жінка мого чоловіка»           |
| 2008 | Чхве Су Джон | «Де Чо Йон»                     |
| 2010 | Чан Хьок     | «Мисливці на рабів»             |
| 2011 | Лі Мін Хо    | «Міський мисливець»             |
| 2012 | Кім Сан Джун | «Переслідувач»                  |
| 2013 | Чон Ун Ін    | «Я можу почути твій голос»      |
| 2013 | Лі Чон Джін  | «Столітня спадщина»             |
| 2014 | Кім Че Джун  | «Трикутник»                     |
| 2015 | Лі Чон Сок   | «Піноккіо»                      |
| 2016 | Ан Че Хьон   | «Попелюшка з чотирма лицарями»  |
| 2016 | Чан Хьон Сон | «Лікарі»                        |
| 2017 | Кім Чі Сок   | «Повстанець»                    |
| 2017 | Квон Юль     | «Шепіт»                         |
| 2018 | Кам У Сон    | «Може ми спершу поцілуємося?»   |
| 2019 | Кім Тон Ук   | «Спеціальний інспектор з праці» |
| 2022 | Кім Бом      | «Лікар-привид»                  |
| 2023 | О Чон Се     | «Злий дух»                      |
| 2024 | Ім Сі Ван    | «Юність»                        |

## Нагорода за високу майстерність (акторки)
| Рік  | Переможець   | Робота                         |
| ---- | ------------ | ------------------------------ |
| 2008 | Кім Ха Ниль  | «В ефірі»                      |
| 2010 | Хан Хьо Джу  | «Дон Ї»                        |
| 2011 | Йом Чон А    | «Королівська сім'я»            |
| 2012 | Хан Чі Мін   | «Принц з даху»                 |
| 2013 | Чо Юн Хі     | «Дев'ять»                      |
| 2014 | О Йон Со     | «Чан Бо Рі вже тут!»           |
| 2015 | Кім Те Хі    | «Йон Пхаль»                    |
| 2016 | Пек Чін Хі   | «Моя донька, Ким Са Воль»      |
| 2017 | Лі Ха Ні     | «Повстанець»                   |
| 2018 | Ван Біт На   | «Таємничий особистий закупник» |
| 2019 | Кім Мін Чон  | «Мої співгромадяни!»           |
| 2022 | Сін Хьон Бін | «Відображення тебе»            |
| 2023 | Кім Сон А    | «Королева масок»               |
| 2024 | Чон Рьовон   | «Опівнічний роман у Хаґвоні»   |

## Нагорода за майстерність (актори)
| Рік  | Переможець    | Робота                           |
| ---- | ------------- | -------------------------------- |
| 2008 | Кім Ре Вон    | «Гурман»                         |
| 2012 | Лі Хі Джун    | «Мій чоловік має сім'ю»          |
| 2012 | Квак До Вон   | «Фантом»                         |
| 2013 | Лі Чон Сок    | «Я можу почути твій голос»       |
| 2013 | Кім Тон Ван   | «Підбадьорся, пане Кім»          |
| 2014 | Лі Кван Су    | «Це нормально, бо це кохання»    |
| 2015 | Лі Джун       | «Почув це через виноградну лозу» |
| 2015 | Кім Те Мьон   | «Місен: Неповноцінне життя»      |
| 2016 | Чо Че Йон     | «Нащадки сонця»                  |
| 2017 | Чон Но Мін    | «Імператор: Володар маски»       |
| 2017 | Мін Чун Ун    | «Дивний батько»                  |
| 2018 | Хван Чхан Сон | «Що не так з секретарем Кім»     |
| 2018 | Он Чу Ван     | «Чоловік на кухні»               |
| 2019 | Кан Кі Йон    | «Миттєвості вісімнадцяти»        |
| 2019 | Лі Кю Хьон    | «Лікар Джон»                     |
| 2022 | Лі Кі У       | «Щоденник моєї свободи»          |
| 2023 | Кім Сон Ґьон  | «Погоня за дезертирами 2»        |
| 2023 | Лі Сан І      | «Гончаки»                        |
| 2024 | Лі Іґьон      | «Вийди заміж за мого чоловіка»   |
| 2024 | Чі Синхьон    | «Корьо-киданська війна»          |

## Нагорода за майстерність (акторки)
| Рік  | Переможець   | Робота                           |
| ---- | ------------ | -------------------------------- |
| 2008 | Хан Чі Хє    | «Я ненавиджу тебе, але це добре» |
| 2012 | Сон Сон Мі   | «Золотий час»                    |
| 2013 | Со Хьон Джін | «Ось йде пан О»                  |
| 2014 | Кан Со Ра    | «Іноземний лікар»                |
| 2015 | Чхве Су Йон  | «Мої весняні дні»                |
| 2016 | Пак Се Йон   | «Моя донька Ким Са Воль»         |
| 2017 | Лі Іль Хва   | «Шеф Кім»                        |
| 2017 | Сон Ха Юн    | «Боротьба за свій шлях»          |
| 2018 | Чхе Чон Ан   | «Костюми»                        |
| 2019 | Лі Се Йон    | «Коронований паяц»               |
| 2022 | Чон Со Мін   | «Показати вікно: Дім королеви»   |
| 2023 | Кім Чі Ин    | «Тужути за Вами»                 |
| 2024 | Ко Мінсі     | «Милий дім 2»                    |

## Нагороди акторам другого плану

### Найкращий актор другого плану
| Рік  | Переможець   | Робота                    |
| ---- | ------------ | ------------------------- |
| 2010 | Чон Тон Хван | «Дон Ї»                   |
| 2011 | Чу Сан Ук    | «Гігант»                  |
| 2022 | Пак Хо Сан   | «Сьогоднішній вебтун»     |
| 2023 | Ан Се Ха     | «Посмішка для спадкоємця» |

### Найкраща акторка другого плану
| Рік  | Переможець | Робота                             |
| ---- | ---------- | ---------------------------------- |
| 2010 | Кім Хе Сук | «Життя прекрасне»                  |
| 2011 | Лі Ю Рі    | «Сяй сяй»                          |
| 2022 | Хван Бо Ра | «Поцілунок шостого відчуття»       |
| 2023 | Со Чу Йон  | «Романтичний лікар, вчитель Кім 3» |

## Нагороди новачкам

### Найкращий новий актор
| Рік  | Переможець    | Робота                     |
| ---- | ------------- | -------------------------- |
| 2010 | Юн Сі Юн      | «Хліб, кохання і мрії»     |
| 2011 | Кім Су Хьон   | «Одержимі мрією»           |
| 2012 | Со Ін Гук     | «Відповідь у 1997»         |
| 2013 | Пак Со Джун   | «Горщики золота»           |
| 2013 | Йон Чун Хьон  | «МонСтар»                  |
| 2014 | Ан Че Хьон    | «Моє кохання із зірки»     |
| 2014 | Со Кан Джун   | «Хитрість самотньої леді»  |
| 2015 | Пак Чхан Йоль | «Exo за сусідніми дверима» |
| 2016 | Со Ха Джун    | «Квітка в ув'язненні»      |
| 2017 | Юк Сон Дже    | «Гоблін»                   |
| 2018 | Чха Ин У      | «Каннамська краса»         |
| 2019 | Он Сон У      | «Миттєвості вісімнадцяти»  |
| 2022 | Кім То Хун    | «Сьогоднішній вебтун»      |
| 2023 | Пак Чі Хун    | «Слабкий герой Клас 1»     |
| 2024 | Пек Соху      | «Пані День і ніч»          |
| 2024 | Лі Сіу        | «Юність»                   |

### Найкраща нова акторка
| Рік  | Переможець | Робота                          |
| ---- | ---------- | ------------------------------- |
| 2010 | Со У       | «Зведена сестра Попелюшки»      |
| 2011 | Ім Су Хян  | «Нові казки про кісен»          |
| 2012 | Юн Чін Ї   | «Гідність джентльмена»          |
| 2013 | БоА        | «В очікуванні кохання»          |
| 2014 | Мін То Хі  | «Відповідь у 1997»              |
| 2015 | Лім Чі Йон | «Вище суспільство»              |
| 2016 | Кім Се Рон | «Дзеркало відьми»               |
| 2017 | Ко Вон Хі  | «Найсильніший кур'єр»           |
| 2018 | Со Ин Су   | «Моє золоте життя»              |
| 2019 | Квон На Ра | «Лікар — ув'язнений»            |
| 2022 | Пе У Хі    | «Ділова пропозиція»             |
| 2022 | Бона       | «Двадцять п'ять, двадцять один» |
| 2023 | Лі Йон     | «Чудовий обман»                 |
| 2024 | Кан Хєвон  | «Юність»                        |

## Найкращий юний актор/юна акторка
| Рік  | Переможець   | Робота                  |
| ---- | ------------ | ----------------------- |
| 2012 | Квак Дон Йон | «Мій чоловік має сім'ю» |
| 2013 | Каль Со Вон  | «Таємниця народження»   |
| 2014 | Кім Чі Йон   | «Чан Бо Рі вже тут!»    |

## Найкращий OST
| Рік  | Переможець                                                    | Робота                     |
| ---- | ------------------------------------------------------------- | -------------------------- |
| 2011 | Хо Ґак — «Don't Forget Me»                                    | «Величне кохання»          |
| 2012 | Лін — «Back in Time»                                          | «Місяць, що обіймає сонце» |
| 2013 | 4Men — «Only You»                                             | «Книга сім'ї Ку»           |
| 2014 | Ailee — «Goodbye My Love»                                     | «Доля кохати тебе»         |
| 2015 | Чан Че Ін — «Auditory Hallucination»                          | «Вбий мене, зціли мене»    |
| 2016 | Ін Сун І — «It's Okay Because I Am A Mom»                     | «Мати»                     |
| 2017 | DinDin — «Must Be The Money»                                  | «Шеф Кім»                  |
| 2018 | Monday Kiz — «The Person Within Me»                           | «Одружитися зараз»         |
| 2019 | Ха Джін — «We All Lie»                                        | «Замок SKY»                |
| 2024 | Кім Тхере (ZEROBASEONE) — «More Than Enough (더 바랄게 없죠)» | «Королева сліз»            |

## Особлива нагорода від журі
| Рік  | Переможець  | Робота                      |
| ---- | ----------- | --------------------------- |
| 2008 | Кім Хе Сук  | «Клуб перших дружин»        |
| 2009 | Кім Пьон Ук | «Сильний удар»              |
| 2012 | Кім Хі Джун | «Мій чоловік має сім'ю»     |
| 2012 | —           | «Королева-мати Інсу»        |
| 2015 | Ім Сі Ван   | «Місен: Неповноцінне життя» |
| 2016 | Со Ю Джін   | «П'ять достатньо»           |

## Нагороди за популярність

### Нагорода за популярність (актори)
| Рік  | Переможець  | Робота                           |
| ---- | ----------- | -------------------------------- |
| 2007 | Кім Тон Ук  | «Перший магазин кавового принца» |
| 2007 | Кім Че Ук   | «Перший магазин кавового принца» |
| 2007 | Лі Он       | «Перший магазин кавового принца» |
| 2007 | Лі Хан Ві   | «Перший магазин кавового принца» |
| 2008 | Кім Бом     | «Схід Едему»                     |
| 2010 | Чон Йон Хва | «Ти прекрасний!»                 |
| 2011 | Кім Су Хьон | «Одержимі мрією»                 |

### Нагорода за популярність (акторки)
| Рік  | Переможець   | Робота                       |
| ---- | ------------ | ---------------------------- |
| 2008 | Ім Юн А      | «Ти моя доля»                |
| 2008 | Кім Хі Джон  | «Клуб перших дружин»         |
| 2008 | Кім Хьон Сук | «Груба пані Йон Е» (сезон 3) |
| 2010 | Хван Чон Им  | «Сильний удар»               |

### Найкраща пара
| Рік  | Переможець                | Робота                     |
| ---- | ------------------------- | -------------------------- |
| 2012 | Со Ін Гук та Чон Ин Джі   | «Відповідь у 1997»         |
| 2013 | Лі Чон Сок та Лі Бо Йон   | «Я можу почути твій голос» |
| 2014 | Кім Сон Ґюн та Мін То Хі  | «Відповідь у 1994»         |
| 2024 | Кім Су Хьон та Кім Чі Вон | «Королева сліз»            |

### Нагорода «Зірка корейської хвилі»
| Рік  | Переможець    | Робота                        |
| ---- | ------------- | ----------------------------- |
| 2008 | Пе Йон Чжун   | «Легенда»                     |
| 2011 | Лі Мін Хо     | «Міський мисливець»           |
| 2014 | Кім Су Хьон   | «Моє кохання із зірки»        |
| 2015 | Кім Су Хьон   | «Продюсери»                   |
| 2015 | Пак Чхан Йоль | «Exo за сусідніми дверима»    |
| 2016 | Хан Син Йон   | «Привіт, мої двадцять років!» |
| 2017 | Квон Мі На    | «Шпитальне судно»             |
| 2017 | Пак Кю Рі     | «Розквіт кохання»             |
| 2018 | Хван Чхан Сон | «Що не так з секретарем Кім»  |
| 2018 | Чха Ин У      | «Каннамська краса»            |
| 2019 | Он Сон У      | «Миттєвості вісімнадцяти»     |

## Нагорода за досягнення
| Рік  | Переможець   | Робота                                |
| ---- | ------------ | ------------------------------------- |
| 2007 | Лі Сун Дже   | «Сильний удар»                        |
| 2008 | Пек Іль Соп  | «Мама смертельно сердита»             |
| 2010 | Лі Пьон Хун  | «Дон Ї»                               |
| 2015 | Кім Йон Е    | —                                     |
| 2016 | Ім Тон Джін  | «Чінбірок: Мемуари Імджинської війни» |
| 2017 | Чон Йон Сук  | «Весна Даль Сун»                      |
| 2018 | Кім Йон Ок   | —                                     |
| 2019 | Чон Тон Хван | «Готель дель Луна»                    |
| 2022 | Чхве Пуль Ам | —                                     |
| 2023 | Кіль Йон У   | —                                     |
| 2024 | Пьон Хібон   | —                                     |

## Інші нагороди
| Рік  | Нагорода                                           | Переможець         | Робота                              |
| ---- | -------------------------------------------------- | ------------------ | ----------------------------------- |
| 2007 | Особлива нагорода (актори)                         | Кім Йон Чхоль      | «Як багато кохання?»                |
| 2007 | Особлива нагорода (акторки)                        | Ян Чон А           | «Ось йде Аджумма»                   |
| 2007 | Найкраща драма (за голосами глядачів з Азії)       | —                  | «Супер новачок»                     |
| 2010 | Найкращий продюсер                                 | Чхон Тхе Вон       | «Айріс»                             |
| 2010 | Нагорода «Нове медіа»                              | Чо Хьон Тхак       | «Врожайна вілла»                    |
| 2011 | Особлива нагорода для кабельного ТБ                | Чон Хє Бін         | «Якша»                              |
| 2013 | Нагорода «Гаряча зірка»                            | Клара Лі           | «Богині весілля»                    |
| 2014 | Нагорода «Гаряча зірка»                            | Сін Сон Рок        | «Моє кохання із зірки»              |
| 2014 | Нагорода «Глобальна зірка»                         | Рьохей Отані       | «Чосонський стрілець»               |
| 2015 | Нагорода ПКД                                       | Пак Хе Джін        | «Погані хлопці»                     |
| 2015 | Нагорода «Гаряча зірка»                            | Со Кан Джун        | «Чудова політика»                   |
| 2015 | Нагорода «Зірка року»                              | Кім Со Хьон        | «Хто ти: Школа 2015»                |
| 2015 | Нагорода «Глобальна зірка»                         | Сем Окєре          | «Теплий та затишний»                |
| 2016 | Нагорода «Гаряча зірка»                            | Лі Кі У            | «Пам'ять»                           |
| 2016 | Нагорода «Зірка року»                              | Кім Со Йон         | «Щасливий дім»                      |
| 2016 | Нагорода «Глобальна зірка»                         | Ан Че Хьон         | «Попелюшка з чотирма лицарями»      |
| 2016 | Нагорода за глобальний менеджемнт                  | Мун Бо Мі          | —                                   |
| 2017 | Нагорода ПКД                                       | Хо Чун Хо          | «Імператор: Володар маски»          |
| 2017 | Нагорода «Гаряча зірка»                            | Лі Тхе Ім          | «Пані з гідністю»                   |
| 2017 | Нагорода «Зірка року»                              | Юк Сон Дже         | «Гоблін»                            |
| 2017 | Нагорода «Популярний персонаж»                     | Кім Пьон Чхоль     | «Гоблін»                            |
| 2017 | Нагорода «Популярний персонаж»                     | Пак Кьон Хє        | «Гоблін»                            |
| 2017 | Нагорода за глобальний менеджемнт                  | CUBE Entertainment |                                     |
| 2018 | Нагорода «Зірка року»                              | Чо У Рі            | «Каннамська краса»                  |
| 2018 | Нагорода «Популярний персонаж»                     | Чон Сан Хун        | «Мій чоловік за контрактом, пан О»  |
| 2018 | Нагорода «Популярний персонаж»                     | Пхьо Є Джін        | «Що не так з секретарем Кім»        |
| 2018 | Нагорода ПКД                                       | Пак Чон Сук        | —                                   |
| 2019 | Нагорода «Зірка року»                              | Ко Джун            | «Запальний священик»                |
| 2019 | Нагорода «Зірка року»                              | Сін Є Ин           | «Психометрик»                       |
| 2019 | Нагорода «Популярний персонаж»                     | Ан Чхан Хван       | «Запальний священик»                |
| 2019 | Нагорода «Популярний персонаж»                     | Кім Бо Ра          | «Замок SKY»                         |
| 2019 | Нагорода «Гаряча зірка Китаю»                      | Кім Со Хьон        | «Замок SKY»                         |
| 2022 | Нагорода за глобальну майстерність                 | Лі Че Ук           | «Алхімія душ»                       |
| 2022 | Нагорода «Глобальна зірка»                         | Кім Мьон Су        | «Таємний інспектор»                 |
| 2022 | Нагорода ПКД                                       | Мін Чхе Ин         | —                                   |
| 2023 | Нагорода «Гаряча зірка»                            | Ко Кю Пхіль        | «Серцебиття»                        |
| 2023 | Нагорода «Гаряча зірка»                            | Чон Ю Мін          | «Знаменитість»                      |
| 2023 | Нагорода «Глобальна зірка»                         | Пе Хьон Сон        | «Чудотворні брати»                  |
| 2023 | Нагорода ПКД                                       | Чон Хі Тхе         | «Переродитись багатим»              |
| 2024 | Нагорода ПКД                                       | Кім Юнсо           | —                                   |
| 2024 | Нагорода ПКД                                       | Лі Карьон          |                                     |
| 2024 | Нагорода «Глобальна зірка»                         | Кім Су Хьон        | «Королева сліз»                     |
| 2024 | Нагорода «Гаряча зірка» (чоловіки)                 | Пьон У Сок         | «Кохана бігунка»                    |
| 2024 | Нагорода «Гаряча зірка» (жінки)                    | Кім Чі Вон         | «Королева сліз»                     |
| 2024 | Нагорода «Гаряча ікона»                            | Пак Чечхан (DKZ)   | —                                   |
| 2024 | Нагорода «Актори, які привернули увагу» (чоловіки) | Кім Хонпха         | «Вихор»                             |
| 2024 | Нагорода «Актори, які привернули увагу» (жінки)    | Чон Йонджу         | «Кохана бігунка», «Пані День і ніч» |
| 2024 | Нагорода за роль лиходія                           | Лі Іґьон           | «Вийди заміж за мого чоловіка»      |

## Ведучі
| №  | Рік  | Ведучий/Ведуча           |
| -- | ---- | ------------------------ |
| 1  | 2007 | Н/Д                      |
| 2  | 2008 | Н/Д                      |
| 3  | 2010 | Н/Д                      |
| 4  | 2011 | Н/Д                      |
| 5  | 2012 | Чон Хьон Му, Кім Ин Джон |
| 6  | 2013 | О Сан Джін, Пак Су Бін   |
| 7  | 2014 | О Сан Джін, Кан Со Ра    |
| 8  | 2015 | О Сан Джін, Чхве Су Йон  |
| 9  | 2016 | О Сан Джін, Кім Се Рон   |
| 10 | 2017 | Сін Йон Іль, Пак Кю Рі   |
| 11 | 2018 | Чо У Джон, Кон Со Йон    |
| 12 | 2019 | Чо У Джон, Кон Со Йон    |
| 13 | 2022 | Кім Хван, Кон Со Йон     |
| 14 | 2023 | Пак Чхан Мін, Кон Со Йон |
| 15 | 2024 | Лі Санмін, О Чонйон      |

## Виноски
1. 1 2 3 4 5 6  Назва нагороди в оригіналі — кор. KDA상, де скорочення KDA явно утверено від назви премія, що записано англійською мовою «Korea Drama Awards», тому KDA перекладено як ПКД, яке розшифровується як Премія корейської драми.